# 卡默爾鄉

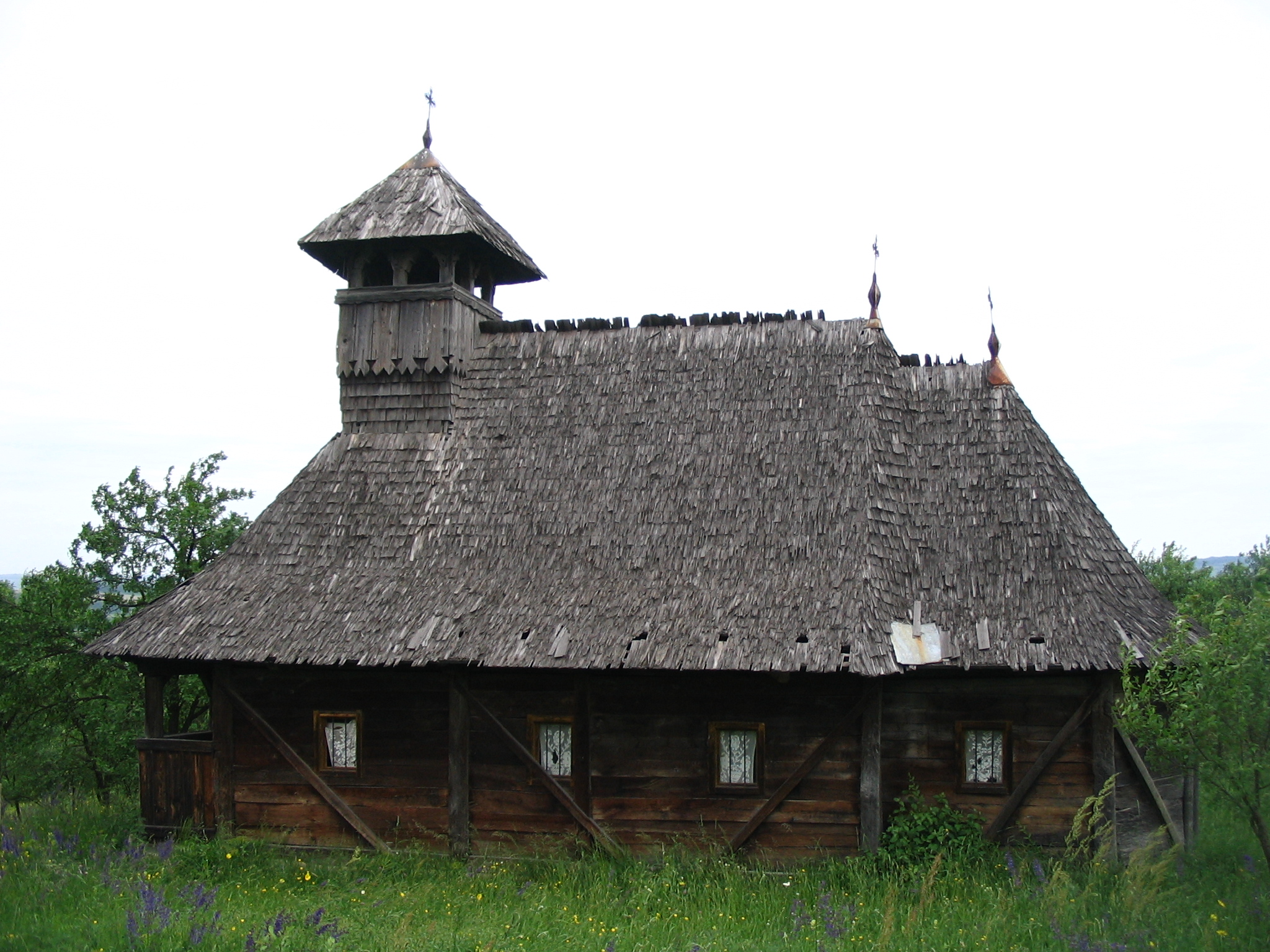

47°18′N 22°37′E / 47.300°N 22.617°E
卡默爾鄉（羅馬尼亞語：Comuna Camăr, Sălaj），是羅馬尼亞的鄉份，位於該國西北部，由瑟拉日縣負責管轄，面積40平方公里，海拔高度231米，2007年人口1,761，人口密度每平方公里44人。